# Mariam Coulibaly
Mariam Coulibaly (Bamako, Mali, 7 de octubre de 1997), es una jugadora profesional de baloncesto maliense. Con 1,91 metros de altura, juega en la posición de pívot en el Club Joventut Badalona de la Liga Femenina de baloncesto de España. Es hermana de la también jugadora de baloncesto Naîgnouma Coulibaly.

## Trayectoria
Su primera experiencia como profesional fue en el Club Baloncesto Islas Canarias, por el que fichó en noviembre de 2015 y que supuso su debut en la liga femenina. Tras dos temporadas, y al descender el equipo, ficha por el Snatt's Femení Sant Adrià, equipo recién ascendido a máxima categoría. Aquí disfrutaría de más minutos de juego y más responsabilidad en ataque, promediando 12,4 puntos y 10,9 rebotes por partido, siendo nombrada en dos ocasiones MVP de la jornada, y terminando la temporada como la máxima reboteadora de la competición.
En mayo de 2019, ficha por el Landerneau de la liga francesa.  Al año siguiente, volvería a la Liga femenina, esta vez al IDK Euskotren. 
En verano de 2024, tras dos temporadas en el equipo vasco, se anuncia su fichaje por el Club Joventut Badalona, que acababa de ascender a Liga Femenina. 

## Selección nacional
Jugó con la selección de Malí en categorías inferiores, ganando el oro en el AfroBasket femenino U16 2013 y en el AfroBasket femenino U18 2014, participando también en el Mundial U17 2014 y en el Mundial U19 2015.
En 2017, debutó con la selección absoluta en el AfroBasket 2017, donde conseguiría la medalla de bronce, medalla que repetería en el siguiente torneo en el AfroBasket 2019. En el AfroBasket 2021, conseguiría la medalla de plata, mientras que en el AfroBasket 2023 volvería a conseguir la medalla de bronce.